# Burjita
La dinastia burjita o burjiyya fou el segon grup dels sultans mamelucs del Caire del 1382 al 1517. En realitat, burjiyya fou el nom d'un regiment mameluc, el segon més important després dels bahriyya. Cadascun va donar nom a una dinastia de mamelucs egipcis i el regiment burjiyya a la dinastia burjita, si bé el nom és poc adequat, ja que els burjiyya no tenien cap poder durant el període mameluc que va portar el seu nom.
Fou creat pel sultà Qalàwun (1280-1290), amb 3.700 dels seus propis mamelucs, als que va situar en torres (abraj, singular burj); la data no es coneix, però fou probablement a la part final del regnat. Els mamelucs que el formaven eren caucasians, circassians i potser armenis. A la mort d'al-Àixraf Khalil, fill i successor de Qalàwun (1290-1293) van donar suport a l'emir Sanjar aix-Xujaí, mentre els mamelucs tàrtars (wajidiyya) i els kurds donaven suport a Kitbughà, que va derrotar el seu rival i va pujar al tron després de deposar el nen An-Nàssir Muhàmmad ibn Qalàwun, fill de Qalàwun (1294); va prendre represàlies contra els burjiyya, i en va expulsar una part als que va aquarterar a llocs de la capital. Després de Kitbughà, amb Lajin (1297-1299) el cos va recuperar la seva posició anterior, i van esdevenir especialment potents després d'assassinar Lajin sota la direcció del comandant del cos (muqàddam al-Burjiyya) Kurji. En el segon (i tercer) regnat d'an-Nàssir Muhàmmad (1299-1340), els dirigents mamelus van esdevenir totpoderosos; el 1309 van donar suport a Bàybars I (que pertanyia al cos) contra Sallar (que pertanyia al cos Salihiyya, derivació dels bahriyya, que agafava el nom del seu fundador el sultà as-Sàlih Najm-ad-Din Ayyub); progressivament an-Nàssir els va eliminar i al final del seu regne gairebé van desaparèixer.
Com es pot veure, excepte la breu restauració d'un qalawúnida (1389-1390), la dinastia va tenir una successió bastant regular, en la qual un cap de "casal" mameluc agafava el poder i el succeïa el seu fill, per ser enderrocat per un usurpador al cap d'un cert temps, que al seu torn era succeït pel seu fill, que tornava a ser enderrocat per un usurpador, repetint-se la seqüència un grapat de vegades. Els usurpadors sortien sempre de les cases militars dels sultans precedents, i les dues principals foren el casal de Barquq i la de Kait Bay cadascuna de les quals va produir cinc sultans. Kait Bay era al seu torn un mameluc de Barsbay, que al seu torn o era de Barquq, per la qual cosa els sultans circassians són una dinastia enllaçada pel clientelisme mameluc i no per la sang.

## Llista de soldans mamelucs burjites
- Al-Màlik adh-Dhàhir Sayf-ad-Din Barquq ibn Ànas al-Yibughawí, 1382-1389
- Al-Màlik as-Sàlih Zayn-ad-Din Hajjí, 1389-1390 (mameluc bahrita)
- Al-Màlik adh-Dhàhir Sayf-ad-Din Barquq ibn Ànas al-Yibughawí, 1390-1399 (2a vegada)
- Al-Màlik an-Nàssir Zayn ad-Din Abu-s-Saadat Fàraj ibn Barquq, 1399-1405
- Al-Màlik al-Mansur Abd-al-Aziz ibn Barquq, 1405
- Al-Màlik an-Nàssir Zayn ad-Din Abu-s-Saadat Fàraj ibn Barquq, 1405-1412
- Al-Mustaín, 1412 (abbàssida)
- Al-Màlik al-Muàyyad Abu-n-Nasr Xaykh al-Mahmudí adh-Dhahirí, 1412-1421
- Al-Màlik al-Mudhàffar Àhmad ibn al-Muàyyad Xaykh, 1421
- Al-Màlik adh-Dhàhir Sayf-ad-Din Tàtar, 1421
- Al-Màlik as-Sàlih Nàssir-ad-Din Muhàmmad ibn Tàtar, 1421-1422
- Al-Màlik al-Àixraf Abu-n-Nasr Sayf-ad-Din Barsbay, 1422-1438
- Al-Màlik al-Aziz Jamal-ad-Din Yússuf ibn Barsbay, 1438
- Al-Màlik adh-Dhàhir Sayf-ad-Din Jàqmaq, 1438-1453
- Al-Màlik al-Mansur Fakhr-ad-Din Uthman Jàqmaq, 1453
- Al-Màlik al-Àixraf Sayf-ad-Din Abu-n-Nasr Ínal al-Ajrud al-Alaí adh-Dhahirí an-Nassirí, 1453-1460
- Al-Màlik al-Muàyyad Xihab-ad-Din Àhmad ibn Ínal, 1460-1461
- Al-Màlik adh-Dhàhir Sayf-ad-Din Khúixqadam an-Nassirí al-Muayyadí, 1461-1467
- Al-Màlik adh-Dhàhir Sayf-ad-Din Yalbay al-Inalí al-Muayyadí, 1467-1468
- Al-Màlik adh-Dhàhir Timurbughà ar-Rumí, 1468
- Al-Màlik al-Àixraf Abu-n-Nasr Sayf-ad-Din Qàït-bay al-Mahmudí adh-Dhahirí, 1468-1495
- Al-Màlik an-Nàssir Muhàmmad ibn Qàït-bay, 1495-1498
- Al-Màlik adh-Dhàhir Qànsawh, 1498-1499
- Al-Màlik al-Àixraf Janbalat, 1499-1501
- Al-Màlik al-Àdil Sayf-ad-Din Tuman-bay, 1501
- Al-Màlik al-Àixraf Qànsawh al-Ghawrí, 1501-1516
- Al-Màlik al-Àixraf Tuman-bay, 1516-1517